# Mika Chunuonsee
Mika Chunuonsee, né le 26 mars 1989 à Bridgend, est un footballeur international thaïlandais, qui évolue au poste de défenseur central.

## Biographie

### Carrière internationale
Il reçoit sa première sélection en équipe de Thaïlande le 3 juin 2016, en amical contre la Syrie.
Il participe ensuite en fin d'année 2018 au championnat d'Asie du Sud-Est. Lors de cette compétition, il joue deux matchs. La Thaïlande s'incline en demi-finale contre la Malaisie.
En janvier 2019, il est retenu par le sélectionneur Milovan Rajevac afin de participer à la Coupe d'Asie des nations organisée aux Émirats arabes unis. Il joue trois matchs lors de ce tournoi. La Thaïlande s'incline en huitièmes de finale contre la Chine.

## Palmarès
- Champion de Thaïlande en 2009 avec le Muangthong United
- Vice-champion de Thaïlande en 2016 et 2018 avec le Bangkok United
- Vainqueur de la Coupe de Thaïlande (FA Cup) en 2017 avec le Bangkok United